# مزرعه خداداد شیبانی
مزرعه خداداد شیبانی یک منطقهٔ مسکونی در ایران است که در دهستان گل‌برنجی واقع شده‌است. مزرعه خداداد شیبانی ۲۵ نفر جمعیت دارد.